# Hipposideros pomona
Hipposideros pomona är en fladdermusart som beskrevs av K. Andersen 1918. Hipposideros pomona ingår i släktet Hipposideros och familjen rundbladnäsor. IUCN kategoriserar arten globalt som livskraftig. Inga underarter finns listade i Catalogue of Life. Wilson & Reeder (2005) skiljer mellan tre underarter.
Denna fladdermus har 38 till 43 mm långa underarmar, en 29 till 36 mm lång svans och 20 till 26 mm stora öron. Pälsens hår är ljusa nära roten och oftast mörkbruna vid spetsen. Det finns även exemplar med orange päls. Djuret har avrundade stora öron.
Arten förekommer i Sydostasien, främst från Nepal och nordöstra Indien till sydöstra Kina och till Malackahalvön. Avskilda populationer lever i södra Indien och på Hainan. Hipposideros pomona vistas i låglandet och i bergstrakter upp till 1900 meter över havet. Fladdermusen har antagligen varierande habitat. Den vilar i grottor och i bergssprickor.
Hipposideros pomona jagar med hjälp av ekolokalisering och lätet har en frekvens av 120 till 126 kHz.